# Benigno Ramos
Benigno Ramos (Bulacan, 10 februari 1892 - na 1944) was een Filipijns schrijver en dichter. Hij schreef veel over Filipijnse onafhankelijkheid van de Amerikanen en deed dat dan onder schuilnamen, waarvan Ben Ruben de meeste bekende was. Hij was een van de leiders van de Sakdalista, een beweging die uiteindelijk in mei 1935 een mislukte opstand uitvoerde.  

## Biografie
Benigno Ramos werd geboren op 10 februari 1892 in barangay Taliptip in Bulacan in de Filipijnse provincie Bulacan. Hij was het tweede kind van zeven kinderen van Catalino Ramos en Catalina Pantaleon. Zijn vader was naar verluidt lid van de ondergrondse verzetsbeweging Katipunan en werkte later als bewaker van de visvijver van Don Jose L. Perez. Na het voltooien van zijn lagere schoolopleiding zou Ramos oorspronkelijk met ondersteuning van Don Perez in de Filipijnse hoofdstad naar de middelbare school gaan. Uiteindelijk bleek dit onhaalbaar, toen hij zijn familie moest helpen. Hij slaagde er ondanks het ontbreken van het juiste diploma echter wel in een baan te bemachtigen als leraar aan een lagere school in Pandi.
Ramos begon op jonge leeftijd tijdens zijn periode op de Bulacan Elementary School al met schrijven. Enige tijd na zijn start als leraar in Pandi werd zijn eerste toneelstuk opgevoerd. Het stuk ging over de smerige zaken van een lokale priester en zorgde ervoor dat Ramos 24 uur in de gevangenis werd vastgehouden. Hij nam na zijn vrijlating ontslag en vertrok naar Manilla waar hij werkte als verslaggever voor La Vanguardia Ook schreef voor Plaridel, een literair tijdschrift en Taliba, een dagelijks verschijnende publicatie in de lokale taal. Vanaf 1911 werkte hij voor het weekblad Renacimiento Filipino.
Hij schreef en dichtte over het dagelijkse leven en werd al snel beschouwd als een jonge talentvol dichter. Met zijn gedicht Biyak-na-Bato won hij de eerste prijs in een landelijke competitie. Ramos was in zijn publicaties ook vaak kritisch op de Amerikaanse kolonisatie van de Filipijnen. Hij schreef dan onder schuilnamen als Ben Ruben, Gat Lotus, Batikuling, Ramon Galvez Pantaleon, Wistano Biroy, Taliptip, B.., Robespierre en Nilad. Door zijn bekendheid werd hij opgemerkt door Manuel Quezon, in die tijd president van de Senaat van de Filipijnen. Hij kreeg een baan bij de Senaat en was werkzaam als een van zijn secretarissen. Hij was ook ghostwriter voor Quezon. Nadat Ramos ook kritisch was op Quezon stopte hij echter weer met zijn werk in de Senaat. 
Ramos publiceerde uiteindelijk zijn eigen weekblad Sakdal. In dit weekblad schreef hij onder meer zijn kritische stukken over Quezon. Uiteindelijk richtte Ramos ook de Sakdalita Party op en wist daarmee zelfs twee zetels te veroveren in de Filipijnse Assemblee. In november 1934 verliet Ramos de Filipijnen. In was van plan om naar de Verenigde Staten te reizen om daar zijn te gaan werken aan een onafhankelijk Filipijnen. Bij een tussenstop in Japan brak hij zijn reis echter af, om er zich uiteindelijk ook te vestigen. In mei 1935 ondertussen kwamen aanhangers van de Sakdalista in opstand op enkele plaatsen in Laguna, maar deze opstand werd in de kiem gesmoord. 
Drie jaar later, in augustus 1938, keerde Ramos weer terug in de Filipijnen. Na terugkeer werd hij, ondanks afspraken met Manuel Quezon gearresteerd voor zijn rol in de opstand en voor opruiing. In eerste instantie kwam hij op borgtocht vrij, waarna hij een nieuwe politiek partij oprichtte genaamd Ganap. Ook met deze partij streefde hij naar Filipijnse onafhankelijkheid. In mei 1939 werd Ramos opnieuw gearresteerd en veroordeeld tot vier tot tien jaar cel. 
In april 1942, enkele maanden na de verovering van de Filipijnen door Japan werd Ramos door de nieuwe machthebbers vrijgelaten. Na zijn vrijlating collaboreerde hij met de Japanners. In 1944 trok hij zich met onder meer enkele kabinetsleden van de Filipijnse Republiek en delen van het Japanse leger terug in de bergen van Noord-Luzon. Het is onbekend wat er daarna precies met Ramos is gebeurd. Hij zou mogelijk aan boord geweest zijn van een Japans vliegtuig dat onderweg naar Japan verongelukte. Ook gaat er een verhaal dat hij nog tot in de jaren '80 in leven was en woonde op Mount Bosoboso.
Ramos trouwde in 1913 met Liboria de Castro.